# Hermann Ehren

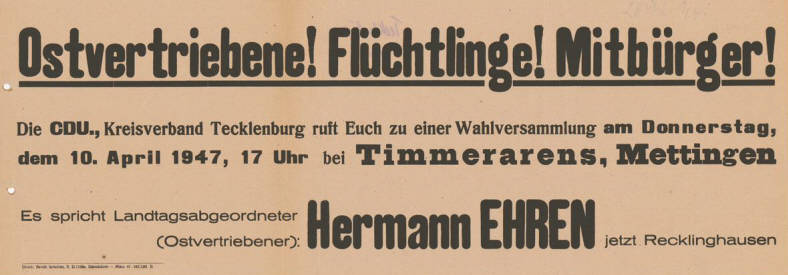
Ankündigungsplakat der CDU Tecklenburg zu einer Wahlversammlung mit Hermann Ehrens anlässlich der Landtagswahl in Nordrhein-Westfalen 1947

Hermann Ehren (* 17. Oktober 1894 in Borbeck; † 30. November 1964 in Bottrop) war ein deutscher Politiker der CDU.

## Leben und Beruf
Nach der Volksschule absolvierte Ehren, der römisch-katholischen Glaubens war, eine Handwerkslehre, die er mit der Gesellenprüfung abschloss. Nebenher besuchte er eine Fortbildungsschule und daran anschließend akademische Kurse in Essen. Seit 1920 war er hauptamtlicher Jugendsekretär beim Gewerkverein christlicher Bergarbeiter und Redakteur der Zeitschrift Knappenjugend. 1924 wurde er Generalsekretär der katholischen Männervereinsbewegung für Oberschlesien in Gleiwitz. Nach 1933 war er für den Großindustriellen Nikolaus Graf von Ballestrem tätig.
Nach dem Kriegsende wurde Ehren im Oktober 1945 aus Polen ausgewiesen, kam ins Ruhrgebiet zurück und ließ sich in Bottrop nieder. Er arbeitete ab 1949 als Schriftleiter der Ruhr Nachrichten in Dortmund.

## Politik
Vor 1933 war Ehren Mitglied des Zentrums, Stadtverordneter in Gleiwitz und Mitglied des Provinziallandtages von Oberschlesien.
1945 trat er der CDU bei und wurde 1946 Vorsitzender des Flüchtlingsausschusses für Westfalen. Ehren gehörte 1946/47 dem zweiten ernannten Landtag von Nordrhein-Westfalen an und war 1947/48 Mitglied des Zonenbeirates der britischen Besatzungszone.
Bei der Bundestagswahl 1949 kandidierte er im Wahlkreis Meschede–Olpe, gewann ihn und zog in den Deutschen Bundestag ein, in dem er, 1953 und 1957 über die Landesliste gewählt, bis 1961 verblieb. Am 4. Oktober 1962 rückte er für den verstorbenen Robert Pferdmenges nach und war bis zu seinem Tode 1964 erneut Abgeordneter.

## Veröffentlichungen
- Graf Franz von Ballestrem. Eine Biographie. Breslau 1935.
- Um der Väter Erbe. historischer Heimatroman. Verlag der Oberschlesischen Gesellschaftsdruckerei, Gleiwitz 1940.

## Weblink
- Ehren, Hermann. In: Martin Schumacher (Hrsg.): M.d.B. – Die Volksvertretung 1946–1972. – [Ebbinghaus bis Eyrich] (= KGParl Online-Publikationen). Kommission für Geschichte des Parlamentarismus und der politischen Parteien e. V., Berlin 2006, ISBN 3-7700-5224-2, S. 253, urn:nbn:de:101:1-2014070812574 (kgparl.de [PDF; 201 kB; abgerufen am 3. Februar 2025]).

| Personendaten    | Personendaten                           |
| ---------------- | --------------------------------------- |
| NAME             | Ehren, Hermann                          |
| KURZBESCHREIBUNG | deutscher Politiker (Zentrum, CDU), MdB |
| GEBURTSDATUM     | 17. Oktober 1894                        |
| GEBURTSORT       | Borbeck                                 |
| STERBEDATUM      | 30. November 1964                       |
| STERBEORT        | Bottrop                                 |